# Hervé Bouchard
 (octobre 2021).
La mise en forme du texte ne suit pas les recommandations de Wikipédia : il faut le « wikifier ».
Les points d'amélioration suivants sont les cas les plus fréquents. Le détail des points à revoir est peut-être précisé sur la page de discussion.
- Les titres sont pré-formatés par le logiciel. Ils ne sont ni en capitales, ni en gras.
- Le texte ne doit pas être écrit en capitales (les noms de famille non plus), ni en gras, ni en italique, ni en « petit »…
- Le gras n'est utilisé que pour surligner le titre de l'article dans l'introduction, une seule fois.
- L'italique est rarement utilisé : mots en langue étrangère, titres d'œuvres, noms de bateaux, etc.
- Les citations ne sont pas en italique mais en corps de texte normal. Elles sont entourées par des guillemets français : « et ».
- Les listes à puces sont à éviter, des paragraphes rédigés étant largement préférés. Les tableaux sont à réserver à la présentation de données structurées (résultats, etc.).
- Les appels de note de bas de page (petits chiffres en exposant, introduits par l'outil «  Source ») sont à placer entre la fin de phrase et le point final[comme ça].
- Les liens internes (vers d'autres articles de Wikipédia) sont à choisir avec parcimonie. Créez des liens vers des articles approfondissant le sujet. Les termes génériques sans rapport avec le sujet sont à éviter, ainsi que les répétitions de liens vers un même terme.
- Les liens externes sont à placer uniquement dans une section « Liens externes », à la fin de l'article. Ces liens sont à choisir avec parcimonie suivant les règles définies. Si un lien sert de source à l'article, son insertion dans le texte est à faire par les notes de bas de page.
- La présentation des références doit suivre les conventions bibliographiques. Il est recommandé d'utiliser les modèles {{Ouvrage}}, {{Chapitre}}, {{Article}}, {{Lien web}} et/ou {{Bibliographie}}. Le mode d'édition visuel peut mettre en forme automatiquement les références.
- Insérer une infobox (cadre d'informations à droite) n'est pas obligatoire pour parachever la mise en page.

Pour une aide détaillée, merci de consulter Aide:Wikification.
Si vous pensez que ces points ont été résolus, vous pouvez retirer ce bandeau et améliorer la mise en forme d'un autre article.
Pour les articles homonymes, voir Bouchard.
Hervé Bouchard, né le 14 janvier 1963 à Jonquière, est un écrivain québécois. Il écrit principalement des romans et des pièces de théâtre. 

## Biographie
Né le 14 janvier 1963 à Arvida (Jonquière),, Hervé Bouchard est un écrivain et professeur de lettres québécois.
Il commence à l'écrire à l'âge de 11 ans. Durant ses jeunes années, il remporte plusieurs concours amateurs, ce qui confirme chez lui sa vocation d'écrivain.
Il obtient, en 1992, une maîtrise en études littéraires de l'Université de Chicoutimi. Son mémoire est intitulé Autour de Laparesse. Il publie ensuite plusieurs romans. Il enseigne au Cégep de Chicoutimi depuis 1994.
En 2006, il reçoit pour Parents et amis sont invités à y assister le Grand Prix du livre de Montréal et un chèque de 15 000 $.
En 2010, il est récompensé par le 5e Prix du livre jeunesse des bibliothèques de Montréal pour son premier ouvrage pour la jeunesse : Harvey : comment je suis devenu invisible. Il est l'auteur du texte et Janice Nadeau a réalisé les illustrations. Ils se partagent un chèque de 5 000 $,.
En 2014, lors de la publication de Numéro six, un livre en partie autobiographique où il fait part d'une nostalgie heureuse sur ses souvenirs de hockey, Le Devoir le compare à Samuel Archibald qu'il rejoindrait sur le « terrain de la culture populaire »,.
En 2024 il est lauréat du Prix Hervé-Foulon qui récompense plusieurs années plus tard un ouvrage resté confidentiel lors de sa sortie, pour son roman Mailloux : histoires de novembre et de juin paru pour la première fois en 2002.

## Œuvres

### Romans
- Hervé Bouchard, Autour de Laparesse : roman (mémoire de maîtrise), Chicoutimi, Université du Québec à Chicoutimi, 1992, 177 p. (ISBN 9781412304221).

- Hervé Bouchard, Mailloux : histoires de novembre et de juin, Montréal, L'Effet Pourpre, 2002, 190 p. (ISBN 2922660133)
  - Hervé Bouchard, Mailloux : histoires de novembre et de juin, Montréal, Le Quartanier, 2006, 181 p. (ISBN 2-923400-08-9).
  - Hervé Bouchard, Mailloux : histoires de novembre et de juin, Montréal, Le Quartanier, coll. « Ovni » (no 06), 2010, 160 p. (ISBN 978-2-923400-65-5).
  - Hervé Bouchard, Mailloux : histoires de novembre et de juin, Montréal, Le Quartanier, coll. « Série QR » (no 13), 2014, 169 p. (ISBN 9782896982004).
  - Hervé Bouchard, Mailloux : histoires de novembre et de juin, Montréal, Le Quartanier, coll. « Collection Écho » (no 3), 2016, 163 p. (ISBN 9782896982561).
  - Hervé Bouchard (édition française), Mailloux : histoires de novembre et de juin, Paris, le Nouvel Attila, coll. « Collection Incipit », 2016, 150 p. (ISBN 9782371000308).
  - Hervé Bouchard, Mailloux : histoires de novembre et de juin, Montréal, Le Quartanier, coll. « Collection Écho » (no 3), 2020, 162 p. (ISBN 9782896983865).

- Parents et amis sont invités à y assister, Montréal, éd. Le Quartanier, 2006, 237 p.  (ISBN 2923400097 et 9782923400099)

- Numéro six, Montréal, éd. Le Quartanier, 2014, 170 p.  (ISBN 9782896981793 et 2896981799)

- Le père Sauvage, Montréal, éd. Le Quartanier, 2016, 26 p.  (ISBN 9782896982660 et 2896982663)

### Littérature jeunesse (bande-dessinée)
- Harvey, comment je suis devenu invisible, Montréal, éd. La Pastèque, 2009.  (ISBN 2922585670 et 9782922585674)

### Théâtre
- Le faux pas de l'actrice dans traîne, Montréal, éd. Le Quartanier, 2016, 203 p.  (ISBN 9782896982325 et 2896982329)
- Le faux pas de l'actrice dans sa traîne, suivi du père sauvage, éd. Le Quartanier, 2020, 208 p.  (ISBN 9782896983872)
- La mer gelée, Montréal, éd. Le Quartanier, 2021, 320 p.  (ISBN 979-10-93160-47-4)

### Ouvrages collectifs
- Inkel, Stéphane. Le paradoxe de l'écrivain : entretien avec Hervé Bouchard, Taillon, La Peuplade, 2008.

## Réception critique
D'après Le Devoir, parmi les thèmes majeurs de l'œuvre d'Hervé Bouchard se trouvent « l'expérience langagière, l'oralité, la poétique de l'espace et du lieu, la question centrale de la filiation ». Hervé Bouchard déclare notamment que « [l]e lieu n'est pas un décor. C'est la matière. C'est là que ça se passe ». Et, selon Le Devoir, l'écrivain insiste « sur l'importance de l'énonciation qui est à l'œuvre au cœur de sa poétique ». Hervé Bouchard affirme qu'il n'y a « pas d'autre moteur que celui de la parole ». Le Devoir avance que « le vrai style en littérature est aussi de la pensée en mouvement ». Valère Novarina, de qui on le rapproche parfois, déclarait : « La langue française était mon professeur d'inconnu. »
Les références de l'auteur sont : la Bible, Philip Roth, Thomas Bernhard, Céline, Novarina, Beckett et Mallarmé ,,.
Radio Canada et La Presse estiment qu'il parvient à décrire la vie « très justement » et  les « choses ordinaires » de façon « extraordinaire ». Le Devoir estime que Hervé Bouchard parvient à poser une « grille de lecture poétique sur le réel ». Lors de la réception du  Grand Prix du livre de Montréal, Hervé Bouchard déclare être heureux que le prix soit décerné à un « texte très local ». Et Bouchard cite Michel Tremblay qui estime que plus un texte est local, plus il est universel. Sur chacun de ses livres, Hervé Bouchard indique « citoyen de Jonquière ».
Dans un article de 2006, Le Devoir le qualifie de « poète-dramaturge de l'enfance ». D'après le journal, Hervé Bouchard écrit « ses histoires d'enfance, vues sans lunettes roses ou le filtre surréaliste coutumier », et il « mythologise » son « coin de pays et ses souvenirs ».

## Prix et honneurs
- 2002 : Prix littéraires du Salon du livre du Saguenay-Lac-Saint-Jean (Le Prix Abitibi-Consolidated) du Récit, théâtre, contes et nouvelles, Mailloux - histoire de novembre et de juin
- 2006 : Prix littéraires du Salon du livre du Saguenay-Lac-Saint-Jean (Le Prix Abitibi-Consolidated) du meilleur roman, Parents et amis sont invités à y assister
- 2006 :Grand prix du livre de Montréal, pour Parents et amis sont invités à y assister
- 2007: Finaliste du Prix littéraire des collégiens pour Parents et amis sont invités à y assister[15]
- 2009 : Prix littéraires du Salon du livre du Saguenay-Lac-Saint-Jean (Le Prix Abitibi-Consolidated) du meilleur Récit, théâtre, contes et nouvelles
- 2009 : Prix du Gouverneur général : littérature jeunesse de langue française - texte pour Harvey
- 2010 : Prix du livre jeunesse des bibliothèques de Montréal[16] pour Harvey
- 2024 : Prix Hervé-Foulon[10] pour son ouvrage Mailloux : histoires de novembre et de juin paru pour la première fois en 2002.